# Amtsbezirk Merkinė
Der Amtsbezirk Merkinė (lit. Merkinės seniūnija) ist ein Amtsbezirk und eine Filiale der Verwaltung der Rajongemeinde Varėna, Bezirk Alytus, Litauen. Das Zentrum ist Merkinė. Der Amtsbezirk befindet sich im Region Dzūkija, im Westen der Rajongemeinde, westlich von der Stadt Varėna. Es umfasst 55.000 Hektar, von denen 62 % Wälder sind. Hier leben 3.222 Einwohner (Stand: 2011, 4500 im 2009). In der Verwaltung des Amtsbezirks arbeiten 9 Beamten (2017). Der Amtsbezirk Merkinė wurde urkundlich im 16. Jahrhundert erwähnt.